# Christophe Fanichet
Christophe Fanichet est un cadre dirigeant français, président-directeur général de SNCF Voyageurs depuis 2019.

## Biographie
Christophe Fanichet est diplômé de l'ESIEA. Il a occupé différents postes dans le secteur public (ministères de la Défense et des Finances) et le privé (PricewaterhouseCoopers), avant de rejoindre la SNCF en 2008.
Il y est successivement directeur de la stratégie, directeur des trains Intercités, directeur de cabinet du président Guillaume Pepy, directeur général de la communication du groupe et directeur général de la filiale 574 Invest, la structure d'investissements dans les start-ups de la mobilité. Proche de Jean-Pierre Farandou, il en est le conseiller depuis sa nomination à l'automne 2019 comme président de la SNCF, avant que celui-ci ne le nomme président-directeur général de SNCF Voyageurs.

## Carrière

### SNCF Voyageurs
Il est le premier PDG de SNCF Voyageurs, société anonyme créée au 1er janvier 2020 dans le cadre de la réforme du Groupe SNCF. SNCF Voyageurs réunit l’ensemble des activités de transport ferroviaire de voyageurs : les Transilien, les TER, les TGV et Intercités, SNCF Connect ainsi que la maintenance industrielle des trains de voyageurs.
À ce titre, il est en première ligne face aux multiples difficultés liées à la mise en service en janvier 2022 de la nouvelle application SNCF Connect pour les usagers,.

### Distinction
- Chevalier de la Légion d'honneur, par décret le 31 décembre 2020[8].